# Croton willdenowii
Croton willdenowii är en törelväxtart som beskrevs av Grady Linder Webster. Croton willdenowii ingår i släktet Croton och familjen törelväxter. Inga underarter finns listade i Catalogue of Life.